# Fernando Omar Barrientos
Fernando Omar Barrientos (Lanús, Argentina, 17 de noviembre de 1991) es un futbolista argentino. Juega como mediocampista y actualmente milita en Gimnasia y Esgrima de Jujuy de la Primera Nacional.

## Carrera
Fernando Barrientos es una de las grandes promesas del club grana, con el que se proclamó campeón en categorías inferiores antes de debutar a las órdenes de Gabriel Schurrer con el primer equipo frente al Club Atlético San Lorenzo de Almagro en la primera jornada del último Torneo Apertura 2011. 
Después de un muy buen desempeño en C.A. Lanús, en enero de 2012 es cedido a préstamo al Villarreal B de la Segunda División de España, conjunto que contó con los servicios del jugador por un año con la opción de compra de su pase. Debido al descenso del Villarreal debió volver a Lanús en julio de 2012.
Luego en julio de 2014 llega Rosario Central como el primer refuerzo del equipo de Miguel A.Russo. Fernando Barrientos firmó un contrato por un año y medio que lo ligará a la institución de Arroyito con opción de compra.Su debut en Rosario Central fue el 8 de agosto de 2014 frente a Quilmes con una victoria de 3 a 1 en el Gigante de Arroyito, ingresando en el segundo tiempo en lugar de Antonio Medina.
En julio de 2015 es integrado en el plantel del Atl. Paranaense de la ciudad de Curitiba, Brasil.

## Estadísticas

### Clubes
| Club                         | Div.                | Temporada           | Liga  | Liga  | Copas nacionales | Copas nacionales | Torneos internacionales | Torneos internacionales | Total | Total |
| Club                         | Div.                | Temporada           | Part. | Goles | Part.            | Goles            | Part.                   | Goles                   | Part. | Goles |
| ---------------------------- | ------------------- | ------------------- | ----- | ----- | ---------------- | ---------------- | ----------------------- | ----------------------- | ----- | ----- |
| Lanús Argentina              | 1.ª                 | 2011-12             | 2     | 0     | —                | —                | —                       | —                       | ?     | ?     |
| Villarreal B · España        | 2.ª                 | 2011-12             | 4     | 0     | —                | —                | —                       | —                       | 4     | 0     |
| Villarreal B · España        | Total               | Total               | 4     | 0     | 0                | 0                | 0                       | 0                       | 4     | 0     |
| Lanús Argentina              | 1.ª                 | 2011-12             | 2     | 0     | —                | —                | —                       | —                       | ?     | ?     |
| Lanús Argentina              | 1.ª                 | 2012-13             | 7     | 1     | 2                | 0                | —                       | —                       | 9     | 1     |
| Lanús Argentina              | 1.ª                 | 2013-14             | 30    | 2     | —                | —                | 12                      | 0                       | 42    | 2     |
| Rosario Central Argentina    | 1.ª                 | 2014                | 17    | 1     | 4                | 0                | 2                       | 0                       | 23    | 1     |
| Rosario Central Argentina    | 1.ª                 | 2015                | 11    | 0     | 1                | 0                | —                       | —                       | 12    | 0     |
| Rosario Central Argentina    | Total               | Total               | 28    | 1     | 5                | 0                | 2                       | 0                       | 35    | 1     |
| Atlético Paranaense · Brasil | 1.ª                 | 2015                | 8     | 0     | —                | —                | 1                       | 0                       | 9     | 0     |
| Atlético Paranaense · Brasil | 1.ª                 | 2016                | 0     | 0     | 1                | 0                | —                       | —                       | 1     | 0     |
| Atlético Paranaense · Brasil | Total               | Total               | 8     | 0     | 1                | 0                | 1                       | 0                       | 10    | 0     |
| Lanús Argentina              | 1.ª                 | 2017-18             | 11    | 1     | —                | —                | —                       | —                       | 11    | 1     |
| Lanús Argentina              | 1.ª                 | 2018                | 4     | 0     | 1                | 0                | 2                       | 0                       | 7     | 0     |
| Lanús Argentina              | Total               | Total               | 68    | 4     | 3                | 0                | 14                      | 0                       | 85    | 4     |
| Defensa y Justicia Argentina | 1.ª                 | 2019                | 5     | 0     | 2                | 0                | —                       | —                       | 7     | 0     |
| Defensa y Justicia Argentina | Total               | Total               | 5     | 0     | 2                | 0                | 0                       | 0                       | 7     | 0     |
| Guaraní Paraguay             | 1.ª                 | 2019                | 20    | 1     | 2                | 0                | —                       | —                       | 22    | 1     |
| Guaraní Paraguay             | 1.ª                 | 2020                | 16    | 0     | —                | —                | 4                       | 0                       | 20    | 0     |
| Guaraní Paraguay             | Total               | Total               | 36    | 1     | 2                | 0                | 4                       | 0                       | 42    | 1     |
| Cobreloa · Chile             | 2.ª                 | 2021                | 26    | 4     | 3                | 0                | —                       | —                       | 29    | 4     |
| Cobreloa · Chile             | Total               | Total               | 26    | 4     | 3                | 0                | 0                       | 0                       | 29    | 4     |
| All Boys Argentina           | 2.ª                 | 2022                | 10    | 0     | —                | —                | —                       | —                       | 10    | 0     |
| All Boys Argentina           | Total               | Total               | 10    | 0     | 0                | 0                | 0                       | 0                       | 10    | 0     |
| Total en su carrera          | Total en su carrera | Total en su carrera | 185   | 10    | 16               | 0                | 21                      | 0                       | 222   | 10    |
| 1. 2. 3.                     |                     |                     |       |       |                  |                  |                         |                         |       |       |

## Palmarés

### Torneos nacionales
| Título                | Club                | País      | Año  |
| --------------------- | ------------------- | --------- | ---- |
| Copa del Bicentenario | Lanús               | Argentina | 2016 |
| Campeonato Paranaense | Atlético Paranaense | Brasil    | 2016 |
| Supercopa Argentina   | Lanús               | Argentina | 2016 |

### Torneos internacionales
| Título            | Club  | País      | Año  |
| ----------------- | ----- | --------- | ---- |
| Copa Sudamericana | Lanús | Argentina | 2013 |